# 白基土黃擬霜尺蛾
白基土黃擬霜尺蛾（学名：Psilalcis albibasis）为尺蛾科擬霜尺蛾屬下的一个种。